# Ali Soilih
Ali Soilih Mitsashiwa (ur. 7 stycznia 1937 w Mahajandze na Madagaskarze lub na wyspie Wielki Komor, zm. 29 maja 1978) – komoryjski agronom i polityk, działacz socjalistyczny, prezydent Komorów w latach 1976–1978.

## Życiorys
Odebrał wykształcenie agronomiczne – początkowo w Antananarywie, a następnie we Francji na IEDES, gdzie studiował agronomię tropikalną. W przerwie między studiami przez dwa lata przebywał na Komorach, gdzie pracował na Anjouanie. Po zakończeniu edukacji wrócił na Komory i został kierownikiem (a zarazem jednym z twórców) Société de Développement Economique des Comores (SODEC), rządowej agencji zarządzającej projektami rolniczymi. Podczas pobytu we Francji Soilih zetknął się z socjalizmem; jego zainteresowanie szczególnie wzbudził maoizm.
W 1967 roku wybrany został do Rady Generalnej Terytorium Komorów z ramienia Demokratycznego Zgromadzenia Ludu Komorów. W latach 1970–1972 pełnił funkcję ministra prac publicznych i turystyki w rządzie Saïda Ibrahima. W 1972 roku, po przegranych przez Ibrahima wyborach, Ali Soilih przeszedł do opozycji wobec rządów Ahmeda Abdallaha. Został jednym z przywódców i założycieli Frontu Zjednoczenia Narodowego.
6 lipca 1975 roku Zgromadzenie Narodowe Komorów wydało jednostronną deklarację niepodległości archipelagu. Dzień później pierwszym prezydentem nowego państwa został wybrany Ahmed Abdallach. 3 sierpnia tego samego roku, przy pomocy francuskiego najemnika Boba Denarda, Front Zjednoczenia Narodowego dokonał zamachu stanu. Abdallah został zmuszony do emigracji, zaś jego miejsce zajął Said Mohamed Jaffar. Faktyczną władzę sprawował Soilih, aczkolwiek formalnie pełnił jedynie funkcję ministra obrony i sprawiedliwości. Zamach stanu, choć początkowo dokonany pod hasłem powrotu do ściślejszego związku z Francją, nie przerwał procesu niepodległościowego. Soilih opowiadał się zarówno za niepodległością, jak i integralnością terytorialną Komorów. W świetle coraz bardziej definitywnej secesji Majotty, w listopadzie 1975 roku, wraz z grupą zwolenników wylądował na lotnisku w Dzaoudzi, by z jednej strony okazać władzę Komorów nad wyspą, z drugiej zaś – odwieść jej mieszkańców od separatyzmu. Próba ta zakończyła się niepowodzeniem, a Soilih został usunięty z Majotty przez francuską żandarmerię.
Porażka na Majotcie była punktem zwrotnym w rządach Soiliha. Po powrocie do Moroni, Soilih usunął z wyspy najemników, a 2 stycznia 1976 roku został oficjalnie wybrany Prezydentem Rady Rewolucyjnej Komorów. Sytuacja na wyspach była wyjątkowo trudna; po tym, jak rząd Komorów zwrócił się do Francji o usunięcie z wysp personelu wojskowego, archipelag (z wyjątkiem Majotty) wraz z wojskowymi opuścił także cały personel cywilny. Jeszcze wcześniej, po ogłoszeniu niepodległości, Francja wstrzymała pomoc finansową dla Komorów. Po objęciu pełnych rządów, Soilih zaczął urządzać państwo kierując się swymi poglądami polityczno-społecznymi. Braki kadrowe w administracji (aż do rządu włącznie) uzupełniał uczniami szkół średnich, zakazał niektórych komoryjskich tradycji – jak rozrzutnych uroczystości weselnych i pogrzebowych albo noszenia burek. Zalegalizował stosowanie konopi indyjskich. Sam będąc muzułmaninem, sprzeciwiał się komoryjskiej odmianie tej religii, którą uważał za skażoną przesądami i praktykami magicznymi – z tego względu ograniczył władzę islamskich sędziów i innych przywódców religijnych. Zreorganizował administrację terytorialną, w której kierownictwie wprowadził ograniczenia wiekowe (nie więcej niż 35 lat). Podjął działania na rzecz likwidacji analfabetyzmu. Na wzór chińskich hunwejbinów z młodzieży wiejskiej uformowane zostały bojówki, których zadaniem było dopilnowanie wcielania w życie reform. Symbolicznie rozpoczynając nowy etap w dziejach Komorów, Soilih i jego zwolennicy zniszczyli państwowe archiwa w Moroni.
23 kwietnia 1977 roku Narodowa Rada Ludowa przyjęła konstytucję Komorów. Postanowienia nowej ustawy zasadniczej w dużej mierze zatwierdzały wprowadzone już reformy. Potwierdzona została prezydentura Soiliha. Czynne prawo wyborcze przyznano już od 14 roku życia, wprowadzono równość płci, zakazano działalności organizacji politycznych. Wybory zostały zawieszone do czasu odzyskania Majotty. Konstytucja została przyjęta przez referendum większością 56,60%. Na początku 1978 przyjęty został pięcioletni plan rozwoju Komorów, zakładający osiągnięcie samowystarczalności połączonej z utrzymaniem dotychczasowego eksportu.
Radykalne reformy Soiliha, jego stosunek do tradycji i religii, upokarzający sposób traktowania dawnych elit, a przy tym brak widocznej skuteczności w zarządzaniu państwem sprawiły, że spore poparcie społeczne, jakim cieszył się na początku swych rządów, z czasem wyraźnie stopniało. Komory zmuszone zostały do korzystania z międzynarodowej pomocy żywnościowej. Coraz bardziej brutalne metody stosowane przez młodzieżowe bojówki skutkowały rosnącym oporem społecznym. Sytuację w państwie pogorszyły wydatki związane z repatriacją około 18 000 Komoryjczyków z Madagaskaru po tzw. masakrze w Majundze oraz erupcją Kartali. 13 maja 1978 przy niewielkim oporze sił rządowych doszło do zamachu stanu, po którym władzę objął triumwirat złożony z Ahmeda Abdallaha, Mohameda Ahmeda i Saida Atthoumaniego.
Dwa tygodnie po zamachu, 29 maja 1978 roku, Ali Soilih zginął w niejasnych okolicznościach. Według oficjalnej wersji został zabity podczas próby ucieczki. Natomiast według wersji przedstawionej później przez ówczesnego ministra Abbasa Djoussoufa Soilih został zamordowany z polecenia nowego rządu. Po śmierci Soiliha jego zwolennicy przez pewien czas kontynuowali działalność na emigracji w Kenii, gdzie założyli Narodowy Front Zjednoczenia Komorów – Unię Komoryjską (Front National pour l'Unification des Comores – Union Comorienne, FNUKUNIKOM), jednakże nie odzyskali już wpływu na politykę Komorów.
Z przyczyn politycznych Soilih interesował się lingwistyką. W 1976 roku opracował łaciński zapis języka komoryjskiego, wprowadził też do niego nowe, zaczerpnięte z suahili, słownictwo dotyczące administracji, dyplomacji i polityki.
Był przyrodnim bratem późniejszego prezydenta Komorów Saida Mohameda Djohara.

## Upamiętnienie
Dzień śmierci Soiliha (29 maja) obchodzony jest na Komorach jako święto narodowe. W Moroni znajduje się ulica jego imienia.